# Svjetski rukometni kup
Svjetski rukometni kup je rukometni turnir u Švedskoj, koji se održava od 1971. godine.
U početku turnir se neredovito održavao, a tek od 1984. igra se u dvogodišnjem ritmu. U onoj godini kad se ne igra Rukometna superliga u Njemačkoj. (osim 1999. gada se održao umjesto 1998. i 2000.)
Na jesen 2006. prvi put se nije igralo samo u Švedskoj. Jedna skupina je igrala u Bremenu i Hannoveru u Njemačkoj. Sve druge utakmice su odigrane u Švedskoj. 
Sponzor turnira je od 2004. naftno poduzeće Statoil, pa se prema njima turnir danas nosi ime Statoil World Cup.

## Pobjednici
| Godina | zlato       | srebro           | bronca           |
| 1971.  | Jugoslavija | Rumunjska        | SSSR             |
| 1974.  | Jugoslavija | Poljska          | Zapadna Njemačka |
| 1979.  | SSSR        | Poljska          | Zapadna Njemačka |
| 1984.  | SSSR        | Danska           | Jugoslavija      |
| 1988.  | DR Njemačka | Zapadna Njemačka | Švedska          |
| 1992.  | Švedska     | Jugoslavija*     | Španjolska       |
| 1996.  | Švedska     | Rusija           | Francuska        |
| 1999.  | Njemačka    | Rusija           | Švedska          |
| 2002.  | Francuska   | Danska           | Njemačka         |
| 2004.  | Švedska     | Danska           | Francuska        |
| 2006.  | Hrvatska    | Tunis            | Švedska          |
| 2010.  | Danska      | Švedska          | Island           |

## Medalje
| Mjesto | Reprezentacija   | zlato | srebro | bronca | Ukupno nastupa |
| 1.     | Švedska          | 3     | 1      | 3      | 12             |
| 2.     | Jugoslavija      | 2     | 1      | 1      | 7              |
| 3.     | SSSR             | 2     | 0      | 1      | 5              |
| 4.     | Danska           | 1     | 3      | 0      | 8              |
| 5.     | Francuska        | 1     | 0      | 2      | 4              |
| 6.     | Njemačka         | 1     | 0      | 1      | 5              |
| 7.     | DR Njemačka      | 1     | 0      | 0      | 3              |
| 8.     | Hrvatska         | 1     | 0      | 0      | 5              |
| 9.     | Poljska          | 0     | 2      | 0      | 3              |
| 10.    | Rusija           | 0     | 2      | 0      | 3              |
| 11.    | Zapadna Njemačka | 0     | 1      | 2      | 5              |
| 12.    | Rumunjska        | 0     | 1      | 0      | 3              |
| 13.    | Tunis            | 0     | 1      | 0      | 1              |
| 14.    | Španjolska       | 0     | 0      | 1      | 5              |
| 15.    | Island           | 0     | 0      | 1      | 5              |

## Unutarnje poveznice
- Popis utakmica hrvatske muške rukometne reprezentacije - Svjetski kup

## Vanjske povezice
- Izvještaj o turniru iz 2006.  Arhivirana inačica izvorne stranice od 12. studenoga 2007. (Wayback Machine)
- Jutarnji list Hrvatska osvojila Svjetski kup!, 29. listopada 2006.